# Bundesautobahn 66
Pour les articles homonymes, voir A66.
La Bundesautobahn 66 (ou BAB 66, A66 ou Autobahn 66) est une autoroute allemande reliant Fulda et Wiesbaden via Hanau et Francfort-sur-le-Main, mesurant 121 kilomètres.

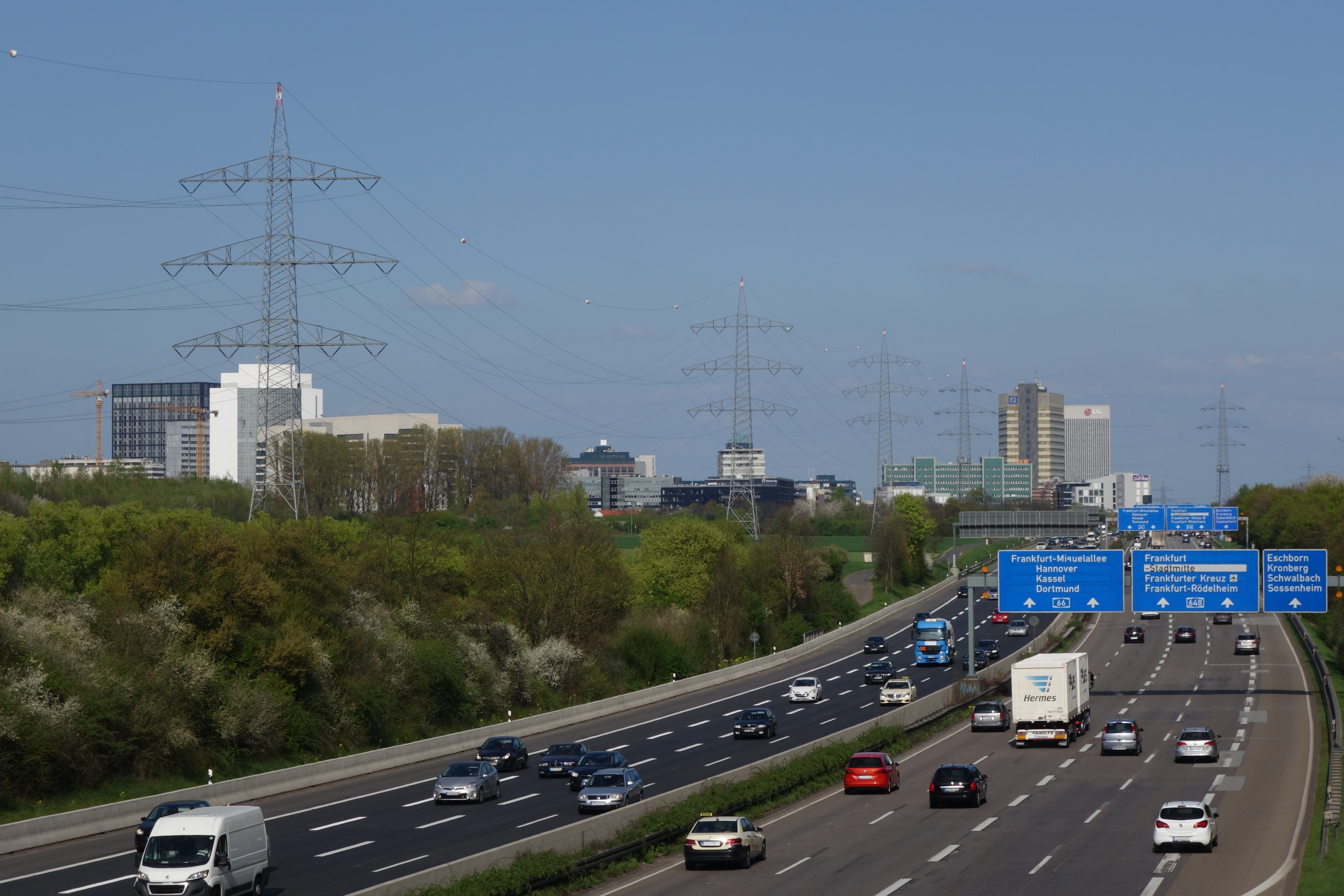
Le tronçon situé entre les carrefours Francfort-Höchst et Eschborn est l'un des tronçons autoroutiers les plus fréquentés d'Allemagne.